# 木结构
木结构指木材为主要材料的建筑结构，常和砖结构形成砖木结构。木结构建筑以中国传统建筑为代表，但近代以来，由于西方文化强势输入，木结构发展畸形，现代中国木结构建筑反而严重依赖国外现代木结构技术。

## 特点
木结构本身抗震性比较好，但部分构件连接差，和砖结构形成砖木结构后木墙体间容易发生变形，加上结构材料性能退化，砖木结构一般抗变形能力都不好。
由于木材易燃，木结构材料防火性一直存在问题，容易发生火灾。木结构防火技术是建筑领域的一个重要课题。

## 类型
中国古建筑木结构主要为抬梁式、穿斗式、井干式三种。在西方，虽然砖石结构是主流，但公元前1000年古埃及和古希腊就开始使用木制梁柱结构，古罗马木桁架技术也很成熟。20世纪后半叶，北欧和北美等发达国家将木结构建筑融入现代建筑中，使其成为一种生态建筑材料。而近代中国受西方钢筋混凝土为主的结构体系冲击，传统木结构体系解体，反而严重依赖国外现代木结构技术。

### 连接方式
榫卯是传统木结构的主要连接办法。现代木结构中，钉和螺栓连接是常用的连接方法，一些轻型木结构也会使用齿板连接，胶合木结构使用植筋连接。

## 外部連結
- 木構造建築物設計及施工技術規範 - 內政部營建署
- 台灣現行木構造法規之發展課題